# Відеопотік
Відеопоті́к — це часова послідовність кадрів певного формату, закодована у бітовий потік. Швидкість передачі нестисненого відеопотоку з чергуванням рядків розрядністю 10 біт і колірної субдискретизації 4:2:2 стандартної чіткості становитиме 270 Мбіт / с. Такий потік виходить якщо скласти добутки частоти дискретизації на розрядність кожної компоненти: 10 × 13,5 + 10 × 6,75 × 2 = 270 Мбіт / с. Однак, розрахунок розміру отримуваного файлу, що містить нестислий відеопотік, проводиться трохи інакше. Зберігається тільки активна частина рядка відеосигналу. Для представлення в просторі Y ', Cr, Cb розраховуються наступні складові:
- кількість пікселів в кадрі для компоненти яскравості = 720 × 576 = 414 720
- кількість пікселів в кадрі для кожної колірної компоненти = 360 × 576 = 207 360
- число бітів в кадрі = 10 × 414720 + 10 × 207 360 × 2 = 8294400 = 8,29 Мбіт
- швидкість передачі даних (BR) = 8,29 × 25 = 207,36 Мбіт / сек
- розмір відео = 207,36 Мбіт / сек * 3600 сек = 746496 Мбіт = 93312 Мбайт = 93,31 Гбайт = 86,9 ГіБ